# 추말리 사야손
추말리 사야손(라오어: ຈູມມະລີ ໄຊຍະສອນ 추말리 사야손, 문화어: 쭘말리 싸이냐쏜, 1936년 3월 6일~)은 라오스의 제6대 주석이자 라오인민혁명당 서기장이다.
1936년에 앗따쁘도에서 태어나 1954년부터 파테트라오에 가입하여 혁명 운동의 병사로 참여했으며, 1955년 라오인민혁명당의 전신인 라오스인민당의 당원이 되었다. 이후 라오스 인민군과 당에서 수십 년간 승진을 계속해 부주석 겸 당 국방 치안 유지위원장으로 일하고 있던 2006년 3월, 라오인민혁명당 제8차 대회에서 캄따이 시판돈 서기장의 후임으로 선택돼 그해 4월, 국민의회에서 국가주석으로 선출되었다.
| 전임 우돔 카티냐 (공석) | 제3대 라오스의 부주석 2001년 3월 27일 ~ 2006년 6월 8일 | 후임 분냥 보라치트 |

| 전임 캄따이 시판돈 | 제3대 라오인민혁명당 중앙위원회 총비서 2006년 3월 21일 ~ 2016년 1월 22일 | 후임 분냥 보라치트 |

| 전임 캄따이 시판돈 | 제5대 라오스의 주석 2006년 6월 8일 ~ 2016년 4월 20일 | 후임 분냥 보라치트 |

| 전임 캄따이 시판돈 | 라오스의 국가 원수 2006년 6월 8일 ~ 2016년 4월 20일 | 후임 분냥 보라치트 |